# Windows 11
Windows 11 – wersja systemu operacyjnego Microsoft Windows, zaprezentowana 24 czerwca i wydana 5 października 2021 roku. Jest następcą Windows 10 wydanego w 2015 roku.
Aktualizacja do Windows 11 jest darmowa dla posiadaczy wersji 10, 8 i 7.
Powołując się na względy bezpieczeństwa, wymagania sprzętowe dla Windows 11 zostały zwiększone w stosunku do Windows 10. Microsoft oficjalnie wspiera system operacyjny tylko na urządzeniach wykorzystujących procesory Intel Core ósmej generacji lub nowsze (z drobnymi wyjątkami), procesory AMD Ryzen oparte na mikroarchitekturze Zen+ lub nowsze, albo układy ARM Qualcomm Snapdragon 850 lub nowsze, z bezpiecznym rozruchem UEFI i Trusted Platform Module (TPM) 2.0 obsługiwanym i włączonym (choć Microsoft może wprowadzić wyjątki od wymogu TPM 2.0 dla producentów OEM). Wprawdzie system operacyjny można zainstalować na nieobsługiwanych procesorach, jednak Microsoft nie gwarantuje dostępności aktualizacji. Windows 11 porzuca także wsparcie dla 32-bitowych procesorów x86 oraz urządzeń wykorzystujących oprogramowanie sprzętowe BIOS.
W lipcu 2025, według serwisu StatCounter, Windows 11 był zainstalowany na 53,39% komputerów osobistych, co dawało mu pierwsze miejsce na świecie.

## Rozwój
Po wydaniu systemu Windows 10 pracownik Microsoftu Jerry Nixon oświadczył, że będzie to „ostatnia wersja systemu Windows”. Przedsiębiorstwo zgodziło się z tym stwierdzeniem, określając je jako „odzwierciedlające” jej pogląd na rozwój systemu. Windows 10 miał funkcjonować w charakterze usługi, a pierwotna jego wersja miała być ulepszana w ramach wydawanych od czasu do czasu aktualizacji i nowych kompilacji. Jednakże zamieszczenie przez przedsiębiorstwo oferty pracy odnoszącej się do „gruntownego odmłodzenia” systemu Windows przyniosło falę spekulacji na temat nowego wydania systemu. Pod kryptonimem „Sun Valley” rozpoczęto prace nad uaktualnieniem systemu, którego celem miało być unowocześnienie jego interfejsu. W połowie czerwca 2021 r. pojawiły się pierwsze zrzuty ekranu nowej wersji systemu, opublikowane na chińskiej stronie Baidu Tieba, a następnie wyciekła do internetu rzekoma wersja deweloperska Windows 11, wyposażona w zmodernizowany ekran pierwszej konfiguracji (Windows OOBE) oraz branding nowego systemu, a pod względem wizualnym przypominająca wcześniejszy projekt Windows 10X.
Pierwotne informacje o możliwości wydania nowej wersji systemu Windows pojawiły się po tym, jak Microsoft opublikował zaproszenie na konferencję, związaną z przyszłością systemu (w materiałach pojawiła się godzina 11:00 czasu wschodniego), a także z uwagi na wcześniejsze wstrzymanie nowych kompilacji w ramach programu Windows Insider. Ponadto przedsiębiorstwo zamieściło w serwisie YouTube wideo z montażem dźwięków ze starszych wersji systemu Windows, trwające dokładnie 11 minut. 
Zgodnie ze wcześniejszymi przewidywaniami system Windows 11 został zaprezentowany na konferencji Microsoftu, która odbyła się 24 czerwca 2021. Pierwsza kompilacja systemu została wydana 28 czerwca w ramach programu Windows Insider.
Przed oficjalną prezentacją systemu, w internecie pojawiły się poszlaki wskazujące na możliwość bezpłatnej aktualizacji Windows 7 oraz 8.1 do wersji 11, które nie zostały ani potwierdzone, ani zdementowane podczas konferencji Microsoftu.

## Funkcje
Windows 11 przyniósł uaktualniony interfejs użytkownika, opracowany zgodnie z wytycznymi Microsoft Fluent Design. Wśród zmian wizualnych, obecnych już w wersji deweloperskiej, znalazły się nowe elementy przezroczystości, cienie i zaokrąglone rogi. Zmodernizowano m.in. menu Start, z którego zniknęły kafelki, a ikony paska zadań domyślnie są umieszczone na środku. Nowy wygląd otrzymał również widok zadań (Task View), znany z systemu Windows 10. Do wprowadzonych uaktualnień wizualnych należą także nowe ikony, tapety i dźwięki oraz odświeżone animacje. Ponadto w systemie pojawił się zupełnie nowy panel z widżetami, a sklep z aplikacjami przeszedł gruntowną przebudowę.
W późniejszej kompilacji testowej pojawił się zupełnie przebudowany i skonsolidowany panel ustawień. Nowy wygląd otrzymało menu Eksploratora Windows, w którym nie ma już znanej ze starszych wersji systemu wstążki.
Według doniesień medialnych wiele składników interfejsu, m.in. menu Start, czerpie inspirację ze wstrzymanego przez przedsiębiorstwo projektu Windows 10X.
Windows 11 lepiej od poprzedników radzi sobie z pracą na wielu ekranach – szczególnie w momencie odłączenia zewnętrznego monitora. Wspiera również technikę ładowania danych do karty graficznej bezpośrednio z dysku (obecną również w konsolach Xbox Series X oraz S). Innym zapożyczeniem z konsol jest tryb AutoHDR, zwiększający kontrast w grach w sposób automatyczny, a także integracja z Xbox Game Pass. 
Zmodyfikowany został sposób interakcji z systemem w przypadku używania dotyku – usunięto tzw. tryb tabletu na rzecz dostosowywania poszczególnych obszarów interfejsu (np. ikon paska zadań) do obsługi palcem. W momencie odłączenia klawiatury, zmieniają się odstępy między nimi oraz ich rozmiar. Gesty na ekranie dotykowym ujednolicono z tymi, które można wykonywać z użyciem gładzika w systemie Windows 10. Ulepszono obsługę rysika, a także wprowadzono technikę haptyczną.
W systemie operacyjnym Windows 11 została wprowadzona obsługa aplikacji napisanych na Androida, które będą oferowane za pośrednictwem sklepu z aplikacjami Amazon. Za możliwość ich uruchamiania na procesorach x86 odpowiada technologia Intel Bridge.

## Historia wersji
Windows 11 jest określany przez Microsoft jako usługa (Windows as a service), dzięki czemu system co pewien czas otrzymuje aktualizacje rozszerzające jego funkcjonalność. Celem tego modelu jest redukcja fragmentacji systemu Windows. Microsoft ogłosił, że każda wersja będzie wspierana przez 18 miesięcy od momentu jej wydania. Wersje systemu licencjonowane jako LTSC mają wydłużone wsparcie techniczne.
Poniżej znajduje się historia wersji systemu Windows 11.
| Legenda:                     | Legenda:                        | Legenda:                            | Legenda:                |
| ---------------------------- | ------------------------------- | ----------------------------------- | ----------------------- |
| Starsza wersja; niewspierana | Starsza wersja; nadal wspierana | Aktualna wersja stabilna; wspierana | Aktualna wersja testowa |

| Numer wersji             | Data wydania         | Build premierowy | Ostatni build                                                 | Data zakończenia wsparcia |
| ------------------------ | -------------------- | ---------------- | ------------------------------------------------------------- | --- |
| 21H2 (wersja początkowa) | 5 października 2021  | 10.0.22000.194   | 10.0.22000.2538 (10 października 2023; około rok temu)        | 10 października 2023 (Home, Pro, Pro Education i Pro for Workstations) 8 października 2024 (Enterprise, Education i IoT Enterprise)                                                                                   |
| 22H2 (2022 Update)       | 20 września 2022     | 10.0.22621.521   | 10.0.22621.4317 (8 października 2024; około 10 miesięcy temu) | 8 października 2024 (Home, Pro, Pro Education i Pro for Workstations) 14 października 2025 (Enterprise, Education i IoT Enterprise)                                                                                   |
| 23H2 (2023 Update)       | 31 października 2023 | 10.0.22631.2428  | 10.0.22631.5699 (22 lipca 2025)                               | 11 listopada 2025 (Home, Pro, Pro Education i Pro for Workstations) 10 listopada 2026 (Enterprise, Education i IoT Enterprise)                                                                                        |
| 24H2 (2024 Update)       | 1 października 2024  | 10.0.26100.1742  | 10.0.26100.4770 (22 lipca 2025)                               | 13 października 2026 (Home, Pro, Pro Education i Pro for Workstations) 12 października 2027 (Enterprise, Education i IoT Enterprise) 9 października 2029 (Enterprise LTSC) 10 października 2034 (IoT Enterprise LTSC) |

## Wymagania sprzętowe
- Procesor o częstotliwości 1 GHz lub szybszy, co najmniej z dwoma rdzeniami, zgodny[44] procesor 64-bitowy lub procesor zgodny ze standardem SoC (System on a Chip).
- 4 GB pamięci RAM
- 64 GB wolnej przestrzeni na dysku
- Karta graficzna zgodna z biblioteką DirectX 12 lub nowszą ze sterownikiem WDDM 2.0
- Wyświetlacz High Definition (720p) o przekątnej większej niż 9 cali, 8 bitów na kanał koloru
- UEFI z obsługą bezpiecznego rozruchu.
- Trusted Platform Module (TPM) w wersji 2.0.
- Połączenie z Internetem do konfiguracji systemu Windows 11 Home wraz z kontem Microsoft
- Partycja dysku twardego sformatowana w trybie GPT (GUID Partition Table).

## Odbiór
Windows 11 spotkał się z mieszanym lub pozytywnym przyjęciem; przedpremierowe informacje o systemie operacyjnym koncentrowały się na jego rygorystycznych wymaganiach sprzętowych, z dyskusjami na temat tego, czy miały one na celu poprawę bezpieczeństwa systemu, czy też były tylko sztuczką mającą na celu sprzedanie użytkownikom nowszych urządzeń. Po wydaniu Windows 11 otrzymał pozytywne recenzje, w których przychylnie oceniono jego projekt wizualny, zarządzanie oknami oraz większy nacisk na bezpieczeństwo, a skrytykowano regresje i modyfikacje aspektów interfejsu użytkownika.